# Carlos Dotson
Carlos Dotson (Riverdale Park, Maryland, Estados Unidos, 20 de septiembre de 1996) es un baloncestista norteamericano, actualmente se encuentra jugando en Trouville de la Liga Uruguaya de Básquetbol. Con 2,01 metros de estatura y 122 kilogramos de peso, juega en la posición de pívot.

## Trayectoria deportiva
Tras destacar como deportista en el Dorman High School de Spartanburg (Carolina del Sur), donde llegó a participar en el Partido All-Star Norte-Sur en 2015, inició su formación universitaria en la Universidad de Anderson en Carolina del Sur, desde donde pasó al Central Florida Community College. Jugó para los Patriots de dicha institución en 2017/18, promediando 13.3 puntos y 7.8 rebotes y participando en el partido All-Star de la NJCAA. En 2018 fue recultado por la Universidad de Western Carolina, integrante de la Conferencia Southern de la Division I de la NCAA, destacando en la temporada 2018/19 con medias de 13.7 puntos y 9.4 rebotes y siendo elegido en el Tercer Mejor Equipo de su conferencia. En la temporada de su graduación, 2019/20, disputa 30 partidos, siendo titular en 29 de ellos y promediando 15.5 puntos y 9.7 rebotes, además de un 61% de acierto en el tiro y 18 encuentros con "doble-doble" (10 o más puntos y 10 o más rebotes). En esta campaña logró dos nominaciones como Jugador de la Semana y una como Jugador del Mes de su conferencia, y a su finalización fue elegido integrante del Mejor Equipo del Distrito y de la Conferencia, además de miembro del Segundo Mejor Equipo de toda la competición. 